# تيد أتكينز
تيد أتكينز (بالإنجليزية: Ted Atkins)‏ هو مستكشف ومهندس بريطاني، ولد في 11 أغسطس 1958، وتوفي في 20 أغسطس 2018.